# Secma F16 Turbo
La F16 Turbo est un roadster du constructeur automobile français Secma produit depuis 2016.

## Présentation
La Secma F16 Turbo est présentée au salon international de l'automobile de Genève 2016.
Elle est dérivée de la Secma F16 et possède un empattement augmenté. Elle se différencie par son quatre cylindres 1,6 litre essence provenant de Peugeot 308 GT contre un moteur Renault de 105 ch pour sa prédécesseure.

## F16 Turbo GT
En juillet 2022 une nouvelle face avant aux lignes plus douces apparaît sur la F16 Turbo qui devient F16 Turbo GT. Sa face avant aux lignes abruptes et aux phares surélevés qui la faisait comparer à la Citroën Ami 6 était son principal grief. 
Le restylage comprend une nouvelle face avant avec un extracteur d'air, des projecteurs bi-halogènes, des optiques leds, et un pack aérodynamique intégré[source insuffisante].
Hormis le moteur et la boîte de vitesses Peugeot, les pneus Michelin et le pare-brise, la Secma F16 Turbo GT est intégralement assemblée en France.
Cette sportive est disponible à partir de 39 600 € en France (avril 2023).

## Caractéristiques techniques
Elle n'a pas de toit fixe ni de portes solides. Des portes en toile amovibles, assorties d'un toit ouvrant, sont proposées en option. Un différentiel à glissement limité (de type Torsen) est proposé en option, offrant une meilleure motricité et un meilleur temps au départ-arrêté. Elle possède un coffre, situé à l'avant, de 200 litres.
Sa conception particulière - le châssis poutre en acier, qui inclut le réservoir d’essence, est surmontée d’une coque en polyéthylène rotomoulée - lui offre rigidité et légèreté. Le bénéfice d’une masse contenue - 657 kg - garant d'une faible consommation lui permet d'échapper au malus Co² français.

### Motorisations
Le moteur est le quatre cylindres de 1,6 litre Puretech essence (EP6FDTX) de Peugeot issu de la Peugeot 308 GT qui développe 205 ch, pour 110 kg de plus que la F16, ayant un double arbre à cames en tête à calage variable.
En décembre 2019, Secma propose le moteur Peugeot (EP6FADTX) 1,6 litre Puretech de 225 ch et 300 N m de couple. 

## Finition
- Différentiel à glissement limité (de type Torsen)
- Kit gros frein
- Volant cuir
- Sièges en cuir
- Accoudoir central en cuir
- Kit aéro avant
- kit aéro arrière : fond plat et diffuseur
- Différents autocollants
- Kit bagagerie